# Ernst Fehrer
Ernst Fehrer (* 24. März 1919 in Linz, Oberösterreich; † 1. Dezember 2000 ebenda) war ein österreichischer Unternehmer und Erfinder im Textilmaschinenbau, der die Dr. Ernst Fehrer AG gründete.

## Leben
Ernst Fehrer beantragte am 25. Mai 1938 die Aufnahme in die NSDAP und wurde rückwirkend zum 1. Mai desselben Jahres aufgenommen (Mitgliedsnummer 6.314.981).
In den Folgejahren distanzierte sich Ernst Fehrer deutlich und mehrfach von der NSDAP. Zu dieser Erkenntnis kam auch im Jahr 2022 die aus Historikern bestehende Linzer Straßennamenkommission, die sich im Auftrag des Gemeinderats der Stadt Linz mit möglichen historischen Belastungen bei der Vergabe von Straßennamen in Linz befasste. So auch mit der 2001 so benannten Ernst-Fehrer-Straße, die an der ehemaligen Dr. Ernst Fehrer AG vorbeiführt. Im Bericht der Straßennamenkommission heißt es: „Die im Registrierungsverfahren geschilderte Abwendung vom Nationalsozialismus erscheint auch wegen seiner später gelebten Internationalität glaubhaft.“
Konkret gab Fehrer im Zuge des Entnazifizierungsverfahrens an, dass er sich 'bereits 4 Jahre vor der Befreiung Österreichs aktiv innerhalb einer antifaschistischen Widerstandsgruppe betätigt' habe. Seine im Aufnahmeantrag angeführte illegale HJ- und SA-Mitgliedschaft verschweigend, führte er aus, er habe sich zwar „im Sommer 1938 aus freien Stücken zum Eintritt in die N.S.D.A.P. gemeldet“, was er auf seine „damalige jugendliche und politische Unreife“ zurückführte, derentwegen er sich „von dieser Ideologie blenden ließ.“ In der Wehrmacht sei er dann als „ostmärkisches Schwein“ behandelt worden, was ihm die tatsächliche „Ideologie des preußischen Nazismus“ vor Augen geführt habe. Daher habe er auch eine Offizierslaufbahn für sich ausgeschlossen. Im Frühjahr 1942 will er sich einer „antifaschistische[n] Widerstandsgruppe innerhalb meines Truppenteiles“ angeschlossen haben, die auch weitere Kameraden angeworben und informiert und die „antifaschistische Einstellung“ vertieft habe. Seine „dienstliche Funktion“ will er dafür genutzt haben, „um vielemale durch sabotierende Massnahmen die Wehrmacht zu schädigen, um so aktiv an der Befreiung Österreichs teilzunehmen.“
Fehrers Angaben wurden von Hubert Glasl (KPÖ), mittlerweile Landesrat für Ernährung der Zivilverwaltung Mühlviertel, bestätigt. Innerhalb der genannten Widerstandsgruppe nutzte Fehrer seine Rolle als Sachbearbeiter, um die Ausbildung von jungen Offizieren zu verzögern oder auch die Beschickung der Front zu beeinträchtigen.
Er studierte nach dem Kriegseinsatz an der Technischen Hochschule Graz Mathematik und Physik. Im väterlichen Betrieb, der 1912 gegründeten Rosshaarspinnerei Ernst Fehrer & Söhne, entwickelte er ab 1947 neuartige, vollautomatische Textilmaschinen. 1953 gründete er die Dr. Ernst Fehrer AG in Leonding zur Produktion von Hochleistungsnadelfilzmaschinen, Vliesmaschinen sowie DREF-Friktionsspinnmaschinen. Mit bahnbrechenden Erfindungen im Textilmaschinenbau wurde Ernst Fehrer international bekannt und erlangte kommerziellen Erfolg.
Ernst Fehrer erhielt 1973 das Patent für die erste kommerziell erfolgreiche Friktionsspinnmaschine und benannte sie nach sich selbst (DREF für Dr. Ernst Fehrer). Er erlangte eine Vielzahl von Patenten für die Herstellung neuer Textilmaschinen und baute sein Unternehmen dank kontinuierlicher Entwicklungsarbeit zu einem der exportstärksten Unternehmen Österreichs auf. In den 1990er Jahren optimierte er das Ringspinnverfahren, was zur Folge hatte, dass völlig neue Garnqualitäten wie Hybridgarne erzeugt werden konnten. Wiewohl Ernst Fehrer als Manager außerordentlich erfolgreich war, blieb er auch immer forschender Konstrukteur.
Die von ihm gegründete Dr. Ernst Fehrer AG gehörte zu den weltweit führenden Anbietern von Nadelfilzmaschinen für die Vliesstoff- und Textilindustrie. Beschäftigt wurden im Jahr 2005 rund 180 Mitarbeiter mit einem Umsatz von etwa 30 Mill. Euro.
Er stiftete den Dr.-Ernst-Fehrer-Preis für herausragende Forschungsleistungen, der 1982 erstmals vergeben wurde. Gegenstand dieser Auszeichnung sind neue Wege für Problemlösungen auf den Gebieten Bauingenieurwesen, Chemie, Elektrotechnik, Maschinenbau oder Physik.
2000 übernahm seine Tochter Monika die Geschäfte, 2005 wurde das Unternehmen von dem Schweizer Textilmaschinen- und Antriebshersteller Adolph Saurer AG übernommen.

## Ehrungen
- 1979 wurde sein Unternehmen mit dem ersten Österreichischer Staatspreis für Innovation für die Entwicklung der Grobgarnspinnmaschine „DREFII“ ausgezeichnet.[6]
- 1980 erhielt er als Pionier des Maschinenbaus die Wilhelm-Exner-Medaille.[7]
- 1981 bekam Fehrer die Ehrendoktorwürde der Technischen Universität Wien verliehen.[8]
- 1983 erhielt Fehrer den Ehrenring der Stadt Linz.[9]
- 2001 wurde nach Ernst Fehrer in Linz, Bezirk Bergern, die Ernst-Fehrer-Straße benannt, die von der Salzburger Straße an der ehemaligen Dr. Ernst Fehrer AG vorbei zur Wegscheider Straße führt.[10]

## Grabmal
Ernst Fehrer wurde am Pfarrfriedhof Leonding begraben.